# 萊沙
萊沙（挪威語：Lesja）是挪威的一個市镇，位於内陆郡，行政中心为萊沙村。市镇面积为2,259平方公里，人口数量为2,209人（2004年），人口密度为每平方公里1人。